# Seven
Seven е седмият студиен албум на английската певица Лиса Стенсфийлд. Той е първият ѝ продукт след албума от 2004 г. The Moment. Първият сингъл Can't Dance дебютира в Радио 2 на Кен Брус от Би Би Си на 14 август 2013 г. и е предоставен за дигитален даунлоуд на 16 октомври 2013 г.
След издаването на предходния си The Moment (2004), Стенсфийлд се концентрира върху актьорството. В средата на 2005 г. играе себе си в комедийната серия Маймунски панталони. През 2006 г. участва в драматичната поредица Златно покритие, като ролята ѝ е на Трини Джеймисън. През септември 2007 г. участва в Марпъл по Агата Кристи. Играе Мери Дърант в епизода „Изпитание от невинност“. По-късно Стенсфийлд озвучава един от героите (Мили, който е елф) за английската версия на финландското анимационно филмче „В търсене на едно сърце“, издадено през декември 2007 г. Освен това записва заглавната песен Quest for a Heart, написана от Чарли Мол и Лий Хол и продуцирана от Мол, заедно с Али Томсън. През 2007 г. Стенсфийлд участва в „На ръба на любовта“, режисиран от Джон Мейбери. Филмът, в който ролите са поети от Кийра Найтли, Сиена Милър, Силиън Мърфи и Матю Рис, има премиера през юни 2008 г. Стенсфийлд играе ролята на Рут Уилямс. В средата на 2009 г. тя участва в режисирания от Ник Мийд документален филм „Разбъркване на улица Дийн“, играейки самата себе си. През 2012 г. Илейн Константин дава роля на Стенсфийлд в „Северна душа“, независима документална-драматична творба, засягаща социалното явление и генерация на това музикално и танцувално движение.